# Njakajärvi
Njakajärvi är en sjö i Gällivare kommun i Lappland och ingår i Kalixälvens huvudavrinningsområde. Sjön har en area på 0,147 kvadratkilometer och ligger 480 meter över havet.
Sjöns namn är en blandning mellan samiska och finska. Förleden kommer av det samiska ordet njáhká som betyder 'lake' och förleden av det finska ordet järvi som betyder 'sjö'.

## Delavrinningsområde
Njakajärvi ingår i det delavrinningsområde (744875-170990) som SMHI kallar för Mynnar i Leipojoki. Medelhöjden är 500 meter över havet och ytan är 28,39 kvadratkilometer. Det finns inga avrinningsområden uppströms utan avrinningsområdet är högsta punkten. Vattendraget som avvattnar avrinningsområdet har biflödesordning 5, vilket innebär att vattnet flödar genom totalt 5 vattendrag innan det når havet efter 231 kilometer. Avrinningsområdet består mestadels av skog (70 procent), sankmarker (13 procent) och kalfjäll (15 procent). Avrinningsområdet har 0,15 kvadratkilometer vattenytor vilket ger det en sjöprocent på 0,5 procent.